# هوارد ديفيد
هوارد ديفيد (بالإنجليزية: Howard David)‏ هو معلق رياضي أمريكي، ولد في القرن العشرين.